# Bol'šoj Berëzovyj
Bol'šoj Berëzovyj (in russo Большой Берёзовый; in finlandese Koivistonsaari) è l'isola maggiore dell'arcipelago delle isole Berëzovye (le "isole delle betulle"); si trova nel golfo di Finlandia nelle acque del mar Baltico, in Russia. Amministrativamente fa parte del Vyborgskij rajon dell'oblast' di Leningrado, nel Circondario federale nordoccidentale.

## Geografia
L'isola si trova vicino all'istmo careliano, a sud della città di Primorsk. È separata dalla terraferma dallo stretto B'ërkezund (пролив Бьёркёзунд) o stretto Björkösund. Lo stretto Malyj Petrovskij (Малый Петровский) la separa dall'isola Severnyj Berëzovyj, mentre lo stretto Bol'šoj Petrovskij (Большой Петровский) la divide dall'isola Zapadnyj Berëzovyj. Il punto più alto dell'isola è il monte Primorskaja (гора Приморская, 43,3 m).
L'isola fa parte della riserva naturale statale «Isole Berëzovye» (Заказник "Березовые острова"). Ci sono due insediamenti sull'isola: Petrovskoe (Петровское) e Krasnyj Ostrov (Красный Остров).
Tre piccole isole si trovano a nord, nello stretto B'ërkezund: Volčij (остров Волчий, 60°21′17″N 28°32′56″E), Petrovskij (остров Петровский, 60°21′11″N 28°34′16″E) e Ravica (остров Равица, 60°20′09″N 28°38′19″E).

## Storia
Il nome storico dell'isola - Björkö - diede il nome al trattato russo-tedesco del 1905. Durante la Grande guerra patriottica, le truppe finlandesi erano sull'isola. L'isola fu occupata dalle forze della flotta baltica sovietica dal 20 al 25 giugno 1944 durante l'operazione di sbarco su Björkö, dopo di che fu ribattezzata col nome russo.